# Éclair

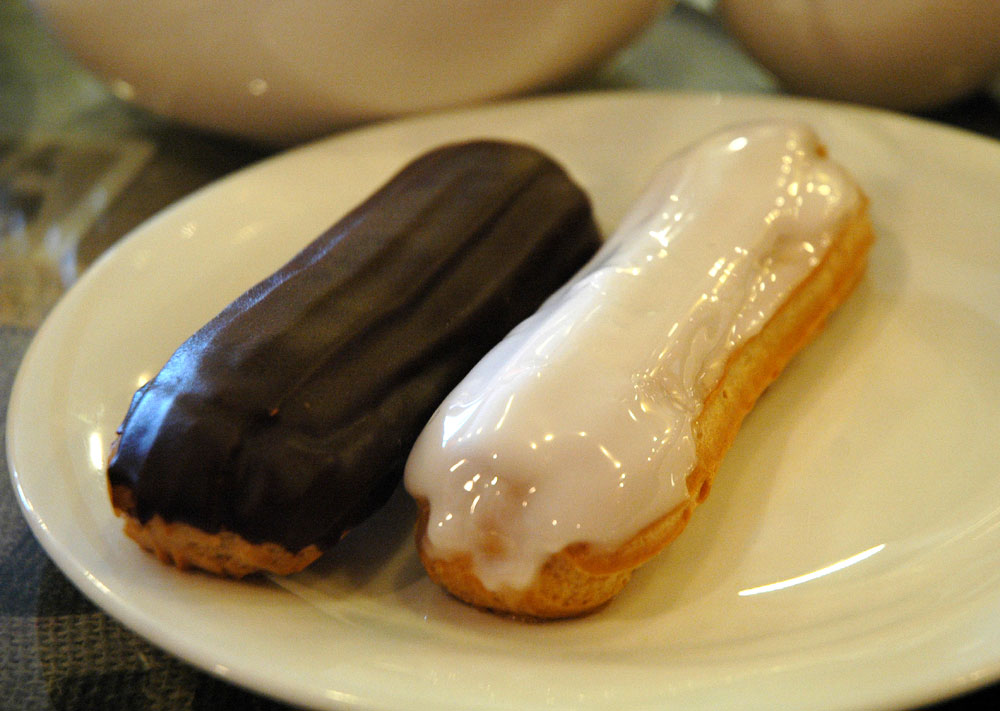
Éclair al cioccolato e alla crema

Un éclair (pronuncia /ˈeɪklɛər/) è un pasticcino fatto con pasta choux farcita con crema e ricoperta di glassa aromatizzata. L'impasto, lo stesso usato per i profiteroles, viene solitamente modellato in una forma oblunga con una sac à poche e cotto fino a ottenere una consistenza croccante e cava all'interno. Una volta raffreddata, la pasta viene farcita con crema pasticcera, panna montata o crema chiboust, quindi glassata con glassa fondente.
Altri ripieni includono crema pasticcera al pistacchio e al rum, ripieni al gusto di frutta o purea di castagne. Quando la glassa è al caramello, il dessert può essere chiamato bâton de Jacob (bastone di Giacobbe). Un dolce simile, di forma rotonda anziché oblunga, è chiamato religieuse.

## Origine degliéclair
Fu il grande chef francese Marie-Antoine Carême (1784-1833) a sviluppare la produzione di pasta choux, ed è probabilmente a lui che si deve la ricetta dell'éclair. La parola, che in francese significa «lampo», viene utilizzata per la prima volta sia in francese che in inglese col senso di pasticcino a partire dagli anni '60 del 1800. La prima ricetta conosciuta degli éclair in inglese appare nel libro Boston Cooking School Cook Book di Mrs. D.A. Lincoln, pubblicato nel 1884.
Il Dictionnaire de l'Académie française propone la seguente interpretazione del termine éclair: «In senso figurato, si dice in pasticceria di una specie di dolce alla crema, così chiamato perché si mangia in un attimo».

## Record
Diverse squadre di pasticceri si sono sfidate a realizzare gli éclair al cioccolato più lunghi possibili. Il record attuale, approvato dal Guinness dei primati, è detenuto da pasticceri svizzeri per un éclair di 503 metri realizzato nel 2014 Il cioccolatiere e pasticcere belga Jean-Philippe Darcis ha supervisionato la creazione di un éclair lungo 676 metri alla fine del 2016, ma, sebbene convalidato da un ufficiale giudiziario, il record non compare nel Libro dei primati francese. .
Il record per il più grande mosaico di éclair al cioccolato è stato stabilito a Ginevra da pasticceri svizzeri che hanno disegnato il personaggio di Titeuf su una superficie di 80,27 metri quadrati utilizzando 23700 éclair di diversi colori.

## Nella Cultura
Dal 2020, il Belgio celebra ogni 20 novembre la "Giornata dell'Éclair" per raccogliere fondi per la lotta contro il cancro infantile.